# Келеборн
Келеборн (синд. Celeborn, «срібне дерево»; у деяких перекладах — Селерберн або Целерборн) — в легендаріумі Дж. Р. Р. Толкіна чоловік Ґаладріель, батько Келебріан, дід Арвен, Елладана та Елрохіра.

## Літературна біографія
Вважається, що Келеборн був родичем (можливо, племінником) короля синдара Доріата Тінгола (сином його молодшого брата Ельмо). Коли передані Феанором і Фінголфіном нолдор прибули в Белерианд і з дозволу короля синдар створили там свої королівства, Фінрод Фелагунд заснував фортецю Нарготронд, та його сестра Артаніс не пішла з ним, а залишилася в Доріаті, скориставшись запрошенням Меліан. Саме там вона зустріла Келеборна, вони покохали одне одного і незабаром одружилися. Келеборн назвав свою дружину Ґаладріель, що в перекладі з синдарину означає «Діва, прикрашена осяяним вінцем».
Після другої братовбивчої різанини під час Війни Самоцвітів, коли Феанорінги напали на Доріат, Келеборн і Ґаладріель втекли до Гавані Сиріону. Коли ельфам Середзем'я була знову відкрита дорога до Валінору, Келеборн і Ґаладріель відмовилися відпливти на Захід. Вони жили в Ерегіоні — королівстві Келебрімбора до того, як був заснований Лоріен.
Після звільнення Лихолісся від сил темряви, Келеборн зустрівся з Трандуїлом, королем лихолеських ельфів. Разом з ним вони дали лісу нове ім'я — Ерін Ласгален, що в перекладі з синдарину означає «Ліс Зеленої Листви». Ельфійські владики поділили її територію між собою. Трандуїл узяв північну частину, а Келеборн південну.
Келеборн не побажав залишати Середзем'я і залишився у Лоріені з останніми представниками свого народу. Через кілька років після відплиття Ґаладріель Келеборн відвів лоріенських ельфів в Імладріс і став жити там із синами Елронда. Згодом він також залишив Середзем'я на останньому кораблі разом із правителем Сірих Гаваней Кірданом, який чекав цієї години.

## Літературна критика
Деякі критики відзначають, що персонаж Келеборна виглядає менш значним у порівнянні з Ґаладріель . Срібне волосся Келеборна і золоте волосся його дружини нагадують Телперіон і Лаурелін, Древа Валінора, і позначають зв'язок персонажа з деревами .

## Образ Келеборна в адаптаціях Толкіна
У кінотрилогії Пітера Джексона "Володар Перснів" у ролі Келеборна виступив новозеландський актор Мартон Чокаш. У фільмі «Володар Перснів: Повернення Короля» він приєднується до Фродо, Більбо, Ґандальфа та Ельронда, і разом зі своєю дружиною Ґаладріеллю сходить на борт ельфійського корабля, що йде до Валінора — цей епізод не описується в оригінальній версії однойменної книги Толкіна.

## Цікаві факти
- Келеборн — ім'я не тільки одного з ельдарів, але і дерева, що росло на Тол-Ересеа, саджанця Галатіліона.